# Seljani (gmina Nevesinje)
Seljani (cyr. Сељани) – wieś w Bośni i Hercegowinie, w Republice Serbskiej, w gminie Nevesinje. W 2013 roku liczyła 9 mieszkańców.